# Карымшаков, Абдыкасым
Абдыкасым Карымшаков (10 мая 1909, Курменты, Семиреченская область — 6 августа 1997, Курменты, Иссык-Кульская область) — участник Великой Отечественной войны, полный кавалер ордена Славы. Воинское звание — гвардии старшина.

## Биография

### До войны
Родился 10 мая 1909 года в селе Курменты Пржевальского уезда Семиреченской области Российской империи (ныне — село в в Тюпском районе Иссык-Кульской области Киргизской Республики) в крестьянской семье. Киргиз.
Окончил 7 классов школы. Затем учился в школе механиков в Самарканде.
Вернувшись после учёбы в родное село, работал в колхозном гараже механиком и водителем. Перед войной переехал в город Пржевальск, где трудился учителем в автомотоклубе ОСОАВИАХИМа.

### На фронтах Великой Отечественной войны
В ряды Рабоче-крестьянской Красной Армии вступил добровольцем в августе 1941 года. Военную службу начал оружейником в авиационном полку. Вскоре его направили на учёбу в лётно-техническую школу, где он получил воинскую специальность воздушного стрелка. С января 1943 года Абдыкасым стажировался в запасном авиационном полку в Сталинградском военном округе, а в мае того же года его направили в действующую армию.
В боях с немецко-фашистскими захватчиками младший сержант А. Карымшаков с 18 мая 1943 года на Южном фронте в должности воздушного стрелка штурмовика Ил-2 2-й авиаэскадрильи 75-го гвардейского штурмового авиационного полка 1-й гвардейской штурмовой авиационной дивизии. Боевое крещение принял в небе Донбасса. С августа 1943 года и до конца войны воевал в экипаже А. Я. Брандыса.
Уже во время Донбасской операции зарекомендовал себя умелым воздушным стрелком, настоящим мастером своего дела. Во время штурмовок живой силы и техники противника, объектов его военной инфраструктуры и вражеских эшелонов огнём пулемёта УБТ он неоднократно отбивал атаки немецких истребителей, позволяя своему лётчику успешно выполнять поставленные боевые задачи. 6 сентября 1943 года в районе станции Скотоватая гвардии младший сержант Карымшаков участвовал в групповом воздушном бою с вражескими бомбардировщиками, в ходе которого лётчики и воздушные стрелки сбили 6 Ю-87. За умелые действия в бою Абдыкасыму перед строем была объявлена благодарность от имени командира полка гвардии майора Н. Ф. Ляховского.
В сентябре-октябре 1943 года полк активно действовал на мелитопольском направлении, нанося штурмовые удары по немецким укреплениям на реке Молочной. 28 сентября при возвращении с боевого задания на самолёте гвардии младшего лейтенанта Брандыса забарахлил мотор, и он отстал от основной группы. В районе Волновахи одиночный Ил-2 был атакован немецким истребителем Ме-109, но воздушный стрелок успешно отразил три атаки, дав лётчику возможность догнать свою группу. При этом Ил-2 не получил ни одного повреждения. После этого боя Анатолий Яковлевич так отозвался о своём напарнике: «Мне оглядываться не надо. У меня за спиной Абдыкасым. Это покрепче любой брони». 21 октября гвардии младший сержант Карымшаков, подменяя выбывших из строя боевых товарищей, трижды вылетал на штурмовки вражеских эшелонов на станции Тащенак, за что ему была объявлена благодарность от имени командира дивизии генерал-майора Б. К. Токарева.
Во время Мелитопольской операции и в боях по ликвидации никопольского плацдарма немцев зимой 1943/1944 года гвардии младший сержант Карымшаков вылетал на боевые задания до трёх раз в сутки. Благодаря умелой работе он прослыл в полку настоящим воздушным снайпером, успевая не только отражать атаки истребителей противника, но и умудряясь во время штурмовок поражать из пулемёта, расположенного в задней кабине, наземные цели. Так, 24 октября 1943 года в районе Дармштадта во время работы экипажа на бреющем полёте воздушный стрелок точными выстрелами поджёг автомашину врага. 20 декабря в районе села Днепровка он во время выхода из атаки подавил зенитную точку. 12 января 1944 года в том же районе он подавил ещё 3 точки зенитной артиллерии. В этот же период Карымшаков одержал свою первую документально подтверждённую воздушную победу, 22 ноября сбив в групповом бою в районе Стаханова немецкий истребитель Ме-109. 13 февраля 1944 года в составе группы Карымшаков сбил 3 немецких военно-транспортных самолёта Ю-52. Во время одного из вылетов в район Никополя Ил-2 Брандыса-Карымшакова был подбит. Экипаж был вынужден сажать самолёт на нейтральную полосу. Немцы сразу открыли стрельбу по лётчикам, укрывшимся в ближайшей воронке. Ситуацию спасли артиллеристы, прикрывшие экипаж сбитого Ил-2 огнём, благодаря чему пилот и воздушный стрелок смогли добраться до своего переднего края.
К середине февраля 1944 года на боевом счету воздушного стрелка-радиста с позывным «Алтай» уже значилось более 50 боевых вылетов. За отличие в боях Абдыкасым Карымшаков был награждён орденами Красной Звезды и Красного Знамени.

### Орден Славы III степени
В апреле 1944 года войска 4-го Украинского фронта и Отдельной Приморской армии начали освобождение Крымского полуострова. Уже накануне наступления штурмовики полка большими группами вылетели на бомбардировку и штурмовку немецких позиций и объектов инфраструктуры. Группа Ил-2 под командованием командира 2-й эскадрильи гвардии старшего лейтенанта Л. И. Беды, в составе которой был и экипаж Брандыса-Карымшакова, 7 апреля атаковала вражеский аэродром Курман-Кемельчи. Советские Илы сразу попали под шквальный зенитный огонь противника и подверглись нападению немецких истребителей прикрытия. Гвардии младший лейтенант А. Я. Брандыс, бросив самолёт в крутое пике на склад боеприпасов, с первого захода положил бомбы точно в цель, но в результате мощного взрыва его машина получила сильные повреждения. На Ил тут же насели два Ме-109, но воздушный стрелок гвардии сержант А. Карымшаков умело отбил две атаки истребителей. В это время зенитным огнём был подбит самолёт командира эскадрильи Л. И. Беды, и тот произвёл вынужденную посадку на территории противника. Гвардейцы Брандыс и Карымшаков немедленно прикрыли своего командира с воздуха. На неисправном самолёте они кружили над местом посадки на малой высоте, рискуя в любой момент быть сбитыми, и из всего оружия вели огонь по немцам, пытавшимся подобраться к севшей машине, а затем прикрыли от атак вражеских истребителей Ил гвардии младшего лейтенанта А. А. Береснева, который совершил посадку и забрал сбитый экипаж.
В последующие дни Крымской операции экипажи 75-го гвардейского штурмового авиационного полка наносили ракетно-бомбовые удары по немецким позициям в районе Перекопа, Ишуня, Джанкоя и Севастополя, где развернулись особенно ожесточённые бои. Памятный бой для Абдыкасыма, о котором впоследствии вспоминал и А. Я. Брандыс, произошёл 16 апреля 1944 года над мысом Херсонес.

Я вёл шестёрку, — рассказывал Анатолий Яковлевич, — и решил обхитрить противника, обойти огонь зенитной артиллерии. Но получилось не так, как было задумано. Мы сами попали под огонь. С земли, один за одним, стали взлетать истребители противника— Воспоминания А. Я. Брандыса из книги «Героям слава»
Из группы Илов в небе остался только экипаж с позывным «Алтай». Четыре ФВ-190 взяли в клещи советский самолёт, пытавшийся уйти в сторону моря, но гвардии сержант Карымшаков раз за разом отбивал их атаки. Наконец, опытный воздушный стрелок поймал в перекрестье прицела один из истребителей неприятеля, и тот рухнул вниз. Но и Илу сильно досталось. В результате прямого попадания вражеского снаряда самолёт потерял управление и вошёл в пике, но даже в таких условиях Абдыкасым продолжал вести огонь по врагу из своего УБТ. У самой воды лётчику удалось выровнять самолёт, и они смогли уйти от погони и вернуться на свой аэродром. Позднее механики насчитали в корпусе машины 72 пробоины.
5 мая 1944 года советские войска начали генеральный штурм Севастополя. С этого времени гвардейцы подполковника Н. Ф. Ляховского оказывали существенную поддержку своим наземным войскам, ракетно-бомбовыми ударами разрушая долговременные оборонительные сооружения противника, подавляя его огневые средства и ликвидируя узлы сопротивления. 6 мая во время штурмовки немецкого аэродрома «6-я верста» группа Ил-2, в состав которой входил экипаж Брандыса-Карымшакова, была атакована превосходящими силами немецких истребителей. В ходе неравного боя в двух экипажах погибли воздушные стрелки. Защищая свою машину и два других Ила, гвардии сержант А. Карымшаков успешно отразил 7 атак вражеских самолётов, благодаря чему все штурмовики смогли вернуться на свой аэродром.
Всего за время Крымской операции Абдыкасым принимал участие в 28 боевых вылетах, в ходе которых отразил до 15 воздушных атак, сбил один немецкий истребитель и подавил три точки зенитной артиллерии врага. За высокое воинское мастерство и бесстрашие, проявленное в боях в небе Крыма, приказом от 27 сентября 1944 года гвардии сержант А. Карымшаков был награждён орденом Славы 3-й степени (№ 125396).

### Орден Славы II степени
После освобождения Крыма и капитуляции остатков немецких войск на мысе Херсонес 1-я гвардейская штурмовая авиационная дивизия была переброшена на 3-й Белорусский фронт и в составе 1-й воздушной армии принимала участие в операции «Багратион». Экипажи 75-го гвардейского штурмового авиационного полка громили вражеские укрепления под Оршей, мощными бомбово-штурмовыми ударами содействовали стремительному продвижению на запад частей 11-й гвардейской и 5-й гвардейской танковой армий, по заданию командования уничтожали объекты инфраструктуры в тылу врага, участвовали в ликвидации попавших в окружение разрозненных частей вермахта. С начала июля 1944 года полк осуществлял боевую работу на территории Литовской ССР. Гвардейский экипаж Брандыса-Карымшакова уничтожал танковые колонны противника под Тракянами, штурмовал немецкие позиции под Шакяем, содействовал наземным войскам при прорыве сильно укреплённой полосы обороны под Расейняем. С середины октября 1944 года гвардейцы подполковника В. Ф. Стрельцова уже проводили боевые операции в Восточной Пруссии. К концу 1944 года Абдыкасыму Карымшакову было присвоено воинское звание гвардии старшины, а его непосредственный командир гвардии капитан А. Я. Брандыс получил назначение на должность командира 2-й эскадрильи.
14 января 1945 года войска 3-го Белорусского фронта перешли в наступление в рамках Восточно-Прусской операции. Несмотря на сложные метеоусловия штурмовые полки 1-й воздушной армии, в том числе и 75-й гвардейский ШАП, оказывали существенную поддержку с воздуха наступающим наземным частям, взламывая долговременные оборонительные линии противника, подавляя его артиллерийские позиции, громя оперативные резервы и аэродромы. Представляя гвардии старшину Карымшакова к очередной награде, штурман эскадрильи гвардии капитан Н. И. Семейко, на тот момент временно замещавший на посту командира эскадрильи находившегося на излечении А. Я. Брандыса, отметил только два эпизода его боевой работы. 16 января 1945 года в воздушном бою в районе Бракупёнен Абдыкасым успешно отбил две атаки 6 немецких истребителей. 20 января во время штурмовки немецкой колонны он меткой очередью из УБТ поджёг автомашину врага. Уже после войны однополчане старшины Карымшакова рассказали о том, что не нашло отражение в наградном листе. Первый эпизод произошёл в начале февраля 1945 года. При возвращении с боевого вылета в район Кёнигсберга Ил-2 Брандыса-Карымшакова был атакован «Мессершмиттами». Прямым попаданием вражеского снаряда оторвало киль самолёта. Дотянуть до своего аэродрома лётчику не удалось, пришлось сажать машину на территории противника. До линии фронта было уже недалеко, но командир экипажа был серьёзно ранен в ногу. Не желая быть обузой Абдыкасыму, он приказал ему выбираться одному, но тот не бросил своего боевого товарища и помог ему добраться до нейтральной полосы, а потом буквально перетащил его на свою сторону.
Второй эпизод произошёл во второй половине февраля во время операции по окружению и разгрому хельсбергской группировки противника. В ожесточённом воздушном бою с немецкими истребителями Абдыкасым расстрелял весь боекомплект. Этим попытался воспользоваться немецкий лётчик, который упорно хотел зайти советскому самолёту сзади. Ил отчаянно маневрировал, но сбросить противника с хвоста никак не удавалось. Тут Абдыкасым вспомнил о трофейном автомате MP 40, который он брал с собой в кабину после пренеприятного случая под Кёнигсбергом. Рассчитывать на это оружие в воздушном бою не приходилось, так как автоматный огонь не мог причинить серьёзного вреда хорошо защищённой вражеской машине. Но другого выхода не было, и воздушный стрелок разрядил весь магазин в носовую часть Ме-109. По невероятному стечению обстоятельств пуля попала в щель масляного радиатора немецкого самолёта, единственное слабо защищённое место, и он, задымившись, пошёл вниз. А экипаж советского штурмовика благополучно вернулся на базу. За мужество и воинскую доблесть приказом от 19 марта гвардии старшина А. Карымшаков был награждён орденом Славы 2-й степени (№ 9967).

### Орден Славы I степени
В конце февраля — марте 1945 года 75-й гвардейский штурмовой авиационный полк в сложных метеоусловиях продолжал вести боевую работу по ликвидации хейльсбергской группировки немцев. В этот период гвардии старшина А. Карымшаков неоднократно демонстрировал образцы мужества, отваги и воинского мастерства, давая возможность вернувшемуся в строй капитану А. Я. Брандысу эффективно решать поставленные боевые задачи. Так, 25 февраля 1945 года в районе Родельсторг (возможно, имеется в виду Гросс Рёдерсдорф) он отразил три атаки ФВ-190, чем дал возможность лётчику остаться на боевом курсе. 25 марта в районе населённого пункта Брегден, воспользовавшись плотной облачностью, четыре немецких истребителя неожиданно атаковали группу Ил-2, ведущим которой был гвардии капитан Брандыс, и только молниеносная реакция старшины Карымшакова позволила группе избежать потерь. Плотным огнём своего УБТ он отразил первые две атаки «Фокке-Вульфов», дав время другим экипажам перестроиться и отбить последующие атаки врага. За этот воздушный бой Абдыкасыму была объявлена благодарность от имени командира дивизии гвардии подполковника С. Д. Пруткова.
Являясь членом экипажа командира эскадрильи — ведущего группы, гвардии старшина А. Карымшаков фактически выполнял обязанности старшего воздушного стрелка. Во время боевых вылетов, особенно над целью, он много помогал своему командиру в организации боевой работы группы и её взаимодействия с истребителями прикрытия. Эти организаторские способности Абдыкасыма, позволившие свести потери в группах к минимуму, также были отмечены командованием. Всего к концу марта 1945 года гвардии старшина А. Карымшаков в составе экипажа совершил 170 боевых вылетов. 28 марта 1945 года командир 2-й эскадрильи гвардии капитан А. Я. Брандыс представил своего воздушного стрелка к ордену Славы 1-й степени. Высокая награда за номером 1807 была присвоена ему указом Президиума Верховного Совета СССР от 29 июня 1945 года.

### На заключительном этапе войны
На заключительном этапе войны гвардии старшина А. Карымшаков принимал непосредственное участие в штурмовках фортификационных сооружений Кёнигсберга, во время штурма столицы Восточной Пруссии, совершая по 2-3 боевых вылета в день. После капитуляции гарнизона города Абдыкасым участвовал в разгроме немецкой группы «Земланд» на Земландском полуострове. Последний вылет он произвёл 5 мая в район военно-морской базы Пиллау. После завершения боевых действий в Восточной Пруссии 75-й гвардейский штурмовой авиационный полк в составе своей дивизии был переброшен в Курляндию, но в боевых действиях больше не участвовал. Всего к концу войны на личном боевом счету гвардии старшины А. Карымшакова значилось 227 боевых вылетов, во время которых он участвовал в 52 воздушных боях и сбил семь самолётов противника (3 индивидуально и 4 в группе).

### После войны
В 1945 году гвардии старшина А. Карымшаков был демобилизован. Вернувшись в родное село Курменты, Абдыкасым до выхода на пенсию работал трактористом в колхозе имени Карла Маркса. Много времени уделял патриотическому воспитанию молодёжи, часто выступал перед школьниками села.
Умер в 1997 году, похоронен в родном селе Курменты (Ак-Булак).

## Награды
- Орден Красного Знамени (02.02.1944)[8].
- Орден Отечественной войны 1-й степени — дважды (03.05.1944[11]; 06.04.1985[16]).
- Орден Красной Звезды (01.11.1943)[9].
- Орден Славы 1-й степени (29.06.1945)[15].
- Орден Славы 2-й степени (19.03.1945)[10].
- Орден Славы 3-й степени (27.09.1944)[12].
- Медали, в том числе:

медаль «За победу над Германией в Великой Отечественной войне 1941-1945 гг.»;
медаль «За взятие Кёнигсберга».

## Отзывы и мнения
Андрей, так мы звали по-русски Карымшакова, — воин и просто замечательный человек. Очень храбрый товарищ. Несколько раз был ранен, но не считал свои ранения серьёзными. Не уходил из строя. Имеет на счету сбитые самолёты — индивидуальные и групповые. Всю войну я пролетал с одним воздушным стрелком — с Андреем.— Дважды Герой Советского Союза А. Я. Брандыс. Из книги «Героям слава»

## Память
Именем кавалера трёх орденов Славы, участника Великой Отечественной войны Абдыкасыма Карымшакова названа средняя школа № 6 села Тюп Иссык-Кульской области Киргизской Республики (бывшая школа № 6 имени Карла Маркса была переименована постановлением Тюпской райгосадминистрации № 173-б от 4.05.1995 года).

## Видео
- Документальный кинофильм «Побратимы» о встрече Абдыкасыма Карымшакова и Анатолия Брандыса (1985).
- Как советский стрелок штурмовика Ил-2 боролся с асами Геринга.

## Документы
- Общедоступный электронный банк документов «Подвиг Народа в Великой Отечественной войне 1941—1945 гг.» Дата обращения: 12 сентября 2014. Архивировано из оригинала 13 марта 2012 года. Номера в базе данных:

Орден Красного Знамени (архивный реквизит 20789622).
Орден Отечественной войны 1-й степени. 1944 год (архивный реквизит 32311022).
Орден Отечественной войны 1-й степени. 1985 год (архивный реквизит 1523015858).
Орден Красной Звезды (архивный реквизит 19865003).
Орден Славы 1-й степени (архивный реквизит 46773035).
Указ Президиума Верховного Совета СССР от 29 июня 1945 года.
Орден Славы 2-й степени (архивный реквизит 25437990).
Орден Славы 3-й степени (архивный реквизит 33545145).